# العلاقات الفلبينية البوليفية
العلاقات الفلبينية البوليفية هي العلاقات الثنائية التي تجمع بين الفلبين وبوليفيا.

## مقارنة بين البلدين
هذه مقارنة عامة ومرجعية للدولتين:
| وجه المقارنة                                              | الفلبين                       | بوليفيا                                          |
| --------------------------------------------------------- | ----------------------------- | ------------------------------------------------ |
| المساحة (كم2)                                             | 343.45 ألف                    | 1.10 مليون                                       |
| عدد السكان (نسمة)                                         | 104.92 مليون                  | 11.05 مليون                                      |
| الكثافة السكانية (ن./كم²)                                 | 305.49                        | 10.05                                            |
| العاصمة                                                   | مانيلا                        | سوكري، لاباز                                     |
| اللغة الرسمية                                             | اللغة الفلبينية، لغة إنجليزية | اللغة الإسبانية، اللغة الأيمرية، كتشوا، غوارانية |
| العملة                                                    | بيسو فلبيني                   | بوليفاريو بوليفي                                 |
| الناتج المحلي الإجمالي (بليون دولار)                      | 313.60 مليار                  | 37.51 مليار                                      |
| الناتج المحلي الإجمالي (تعادل القوة الشرائية) بليون دولار | 743.90 مليار                  | 74.58 مليار                                      |
| الناتج المحلي الإجمالي الاسمي للفرد دولار أمريكي          | 2.90 ألف                      | 3.08 ألف                                         |
| الناتج المحلي الإجمالي للفرد دولار أمريكي                 | 7.39 ألف                      | 6.63 ألف                                         |
| مؤشر التنمية البشرية                                      | 0.668                         | 0.662                                            |
| رمز المكالمات الدولي                                      | +63                           | +591                                             |
| رمز الإنترنت                                              | .ph                           | .bo                                              |
| المنطقة الزمنية                                           | توقيت الفلبين                 | 00                                               |

## منظمات دولية مشتركة
يشترك البلدان في عضوية مجموعة من المنظمات الدولية، منها:
| علم المنظمة | اسم المنظمة                        | تاريخ انضمام الفلبين | تاريخ انضمام بوليفيا |
| ----------- | ---------------------------------- | -------------------- | -------------------- |
|             | الاتحاد البريدي العالمي            | ?                    | ?                    |
|             | مؤسسة التنمية الدولية              | 28 أكتوبر 1960       | 21 يونيو 1961        |
|             | منظمة حظر الأسلحة الكيميائية       | ?                    | ?                    |
|             | منظمة التجارة العالمية             | 1995                 | 12 سبتمبر 1995       |
|             | الأمم المتحدة                      | 24 أكتوبر 1945       | 14 نوفمبر 1945       |
|             | وكالة ضمان الاستثمار متعدد الأطراف | 8 فبراير 1994        | 3 أكتوبر 1991        |
|             | منظمة الشرطة الجنائية الدولية      | ?                    | ?                    |
|             | مؤسسة التمويل الدولية              | 12 أغسطس 1957        | 20 يوليو 1956        |
|             | الاتحاد الدولي للاتصالات           | 25 مايو 1912         | 1 يونيو 1907         |
|             | البنك الدولي للإنشاء والتعمير      | 27 ديسمبر 1945       | 27 ديسمبر 1945       |
|             | يونسكو                             | 21 نوفمبر 1946       | 13 نوفمبر 1946       |

## وصلات خارجية
- موقع وزارة الخارجية الفلبينية
- موقع وزارة الخارجية البوليفية